# Attagenus brunneonotatus
Attagenus brunneonotatus es una especie de coleóptero de la familia Dermestidae.

## Distribución geográfica
Habita en Argelia y Túnez.